# Kanaal om de West

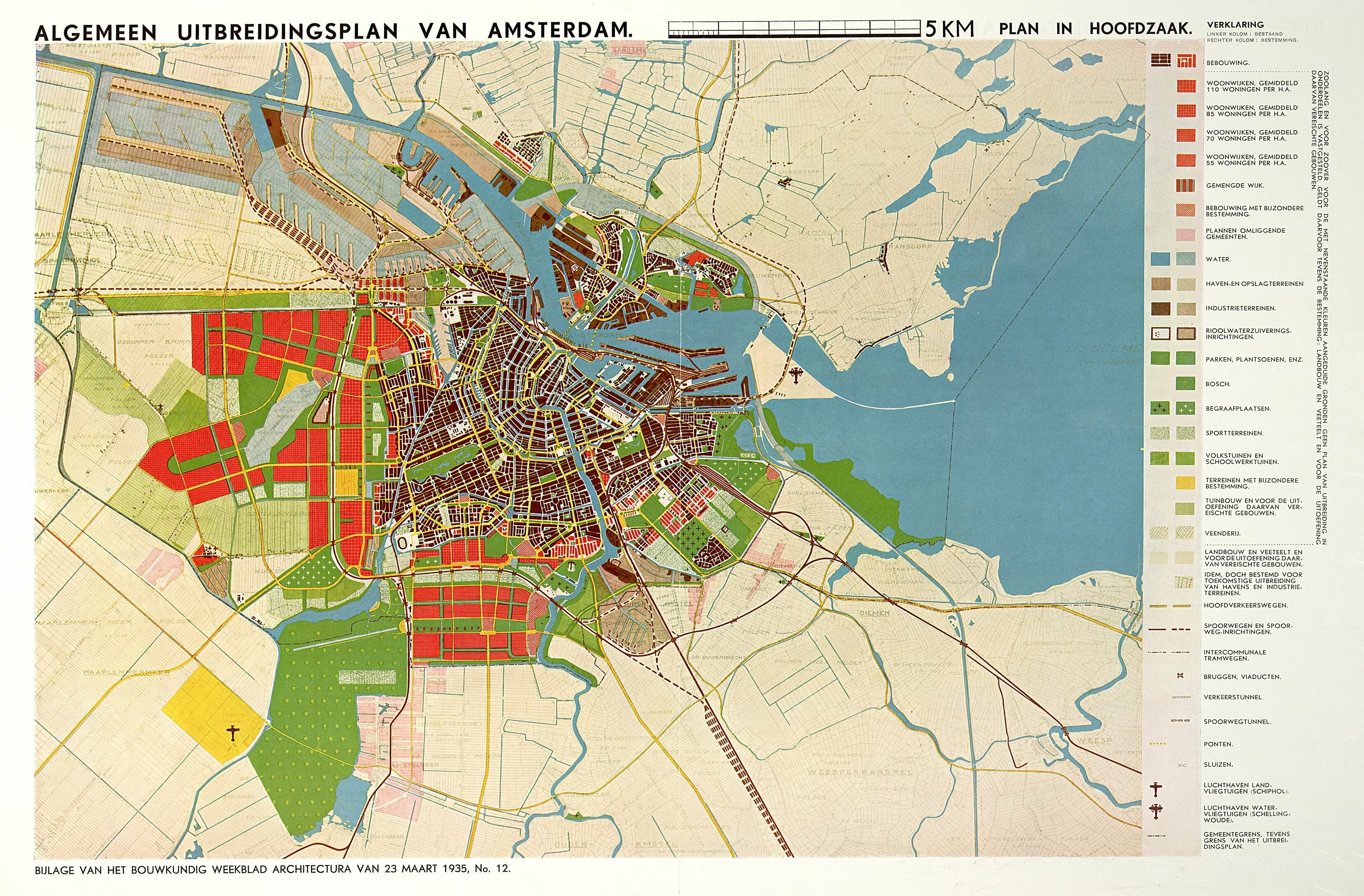
Kaart van het Algemeen Uitbreidingsplan (AUP) van Amsterdam uit 1935, met aan de linkerkaartrand het geplande Kanaal om de West.

Kaart van het Amsterdams havengebied met links onder de Amerikahaven een deel van het Kanaal om de West.

Het Kanaal om de West is een nooit uitgevoerd kanaal aan de westkant van Amsterdam. Het was bestemd om het scheepvaartverkeer tussen de Ringvaart van de Haarlemmermeerpolder en het Noordzeekanaal buiten de bebouwing van Amsterdam-West om te voeren.

## Achtergrond
Sinds de 15e eeuw ligt aan de westkant van Amsterdam de Kostverlorenvaart die sinds de aanleg van het Westerkanaal in 1874 onderdeel is van de rechtstreekse scheepvaartverbinding tussen de Schinkel en het IJ en daarmee ook tussen de Ringvaart van de Haarlemmermeer en het Noordzeekanaal. Met het steeds drukker wordende scheepvaartverkeer in de 19e en 20e eeuw werd deze route steeds meer een flessenhals. Naast de toename van het aantal beweegbare bruggen was ook een aantal versmallingen oorzaak van oponthoud. Vooral de uit 1808 daterende smalle Overtoomse Sluis was tot de vervanging in 1942 door de Nieuwe Meersluis een belangrijk obstakel.
In het Algemeen Uitbreidingsplan (AUP) van Amsterdam uit 1935 stonden enkele alternatieve verbindingen aangegeven die nooit zijn voltooid. Ten eerste was er een verbinding voorzien vanaf het Westelijk Marktkanaal naar het noorden naar het Westelijk Havengebied. Ter hoogte van het punt waar het kanaal nu eindigt, bij de Molen de Bloem, zou de Haarlemmerweg, de Haarlemmervaart en de spoorlijn naar Haarlem worden gekruist. De schutsluis in de Haarlemmervaart die nu bij de Van Slingelandtstraat ligt zou naar het westen worden verlegd. Bij de Spaarndammerdijk zou een schutsluis moeten worden aangelegd. Het kanaal zou bij het nooit voltooide oost-west gerichte Basiskanaal aansluiten op de Mercuriushaven. Omdat de havenontwikkeling uiteindelijk op andere wijze werd uitgevoerd is dit plan nooit gerealiseerd.

## Plannen voor het Kanaal om de West
Een veel groter plan was het plan 'Scheepvaartkanaal West', later 'Kanaal om de West', voor een kanaal tussen de Ringvaart van de Haarlemmermeer nabij Halfweg en het Noordzeekanaal. Aan de oostkant van Halfweg zou een 60 meter breed en 3200 meter lang kanaal met een boog om dit dorp komen, en daarmee de Osdorper Bovenpolder, de Osdorperweg, de Haarlemmerweg, de Haarlemmervaart en de spoorlijn naar Haarlem kruisen. Voorts werden het door een dijkdoorbraak in 1675 ontstane meertje de 'Groote Braak' en de Spaarndammerdijk doorsneden. Bij de Groote Braak zou een schutsluis moeten komen. Ten noorden van Halfweg zou worden aangesloten op Zijkanaal F, waarmee de verbinding met het Noordzeekanaal zou komen. Om de scheepvaart zo weinig mogelijk te hinderen werd geadviseerd om hoge bruggen te bouwen, waardoor lange hellingen in de weg en spoorlijn nodig zouden zijn. Dit zou dan in samenhang met verlegging hiervan in noordelijke richting moeten plaatsvinden. Zijkanaal F en de Ringvaart zouden voor de scheepvaart verbreed moeten worden.
In 1963 werd de gemeentegrens tussen de gemeente Amsterdam en de gemeente Haarlemmerliede en Spaarnwoude aangepast aan het tracé van het toekomstige kanaal dat zo geheel binnen de gemeente Amsterdam zou komen te liggen.
In 1967 werd het plan gewijzigd. Het Basiskanaal is uit de plannen geschrapt en de aansluiting van het Kanaal om de West zou niet meer op Zijkanaal F komen, maar op de Amerikahaven. Wegens geldgebrek kon dit voorlopig niet worden aangelegd.
Ter vervanging van het uit 1852 daterende stoomgemaal Halfweg werd een nieuw Boezemgemaal voor het Hoogheemraadschap van Rijnland gepland ten zuiden van de Amerikahaven. Dit gemaal werd in 1977 in gebruik gesteld. De verbinding van dit kanaal in zuidelijke richting werd echter nog niet gerealiseerd; daarom kwam er in 1969 een voorlopige verbinding in westelijke richting naar het zuidelijke restant van het in 1971 verder gedempte Zijkanaal F en zo naar de Ringvaart. Deze waterverbinding is echter uitsluitend voor de waterbeheersing en niet voor de scheepvaart.
Naast het gemaal is nog ruimte gereserveerd voor een nooit aangelegde schutsluis. De rest van het kanaal, met de beweegbare bruggen in de Haarlemmerweg en de spoorlijn naar Haarlem, is niet gerealiseerd. Wel is nog een stuk van de dijk langs de Ringvaart langs de Lutkemeerpolder aangepast aan het tracé van het nieuwe kanaal, de afsnijding van de bocht ten noorden van het dorp Lijnden eindigt ter hoogte van de locatie waar het nieuwe kanaal in noordelijke richting had moeten aansluiten.
Het dijklichaam van de in 2013 geopende Westrandweg is ten noorden van de Haarlemmerweg gedeeltelijk aangelegd in het tracé van het nooit voor scheepvaart in gebruik genomen kanaal. Dit om het volkstuinenpark 'De Braak' niet te behoeven aan te tasten ten behoeve van de wegaanleg.